# Майсур
Майсу́р (англ. Mysore, каннада: ಮೈಸೂರು) — город в Индии, в штате Карнатака, центр одноимённого округа. Является третьим по величине городом в штате Карнатака, Индия. Был столицей Майсурского княжества в течение почти шести столетий, с 1399 до 1947 года. По данным переписи Индии 2011 года, население Майсура составило 920,550 тысяч человек.

## Географическое положение
Расположен в отрогах Западных Гат, на высоте 770 м над уровнем моря. Расстояние до Бангалора — 135 км.

## Этимология
Название Майсур (Mysore) является англонизированной версией Mahishūru, которое означает обитель Махиша на дравидском языке каннада. Махиша — это Махишасура, мифологический демон, который может принимать форму буйвола или человека. Согласно индуистской мифологии, этот район был ранее под его властью. Демон был убит Богиней Чамунда, чей храм Chamundi Hills расположен на вершине горы в Майсуре. Mahishūru позже стал Mahisūru (имя, которое даже сейчас использует королевская семья), и наконец его стали называть Maisūru (нынешнее название в языке каннада). В декабре 2005 года правительство штата Карнатака объявило о своём намерении изменить английское название города на Mysuru. В 2014 году все необходимые формальные условия были выполнены и город официально сменил название.

## Население
Майсур является одним из самых быстро растущих городов в Индии
| Год  | Население |
| ---- | --------- |
| 1971 | 355685    |
| 1981 | 441755    |
| 1991 | 480692    |
| 2001 | 787179    |
| 2011 | 920550    |

## Климат
| Показатель                                | Янв. | Фев. | Март | Апр. | Май   | Июнь | Июль | Авг. | Сен.  | Окт.  | Нояб. | Дек. | Год   |
| ----------------------------------------- | ---- | ---- | ---- | ---- | ----- | ---- | ---- | ---- | ----- | ----- | ----- | ---- | ----- |
| Средний суточный максимум, °C             | 28,6 | 31,1 | 33,6 | 34,3 | 32,9  | 29,2 | 27,7 | 28,0 | 28,9  | 28,8  | 27,9  | 27,5 | 29,87 |
| Средний суточный минимум, °C              | 16,2 | 17,9 | 20,1 | 21,2 | 21    | 20,1 | 19,6 | 19,5 | 19,3  | 19,5  | 18,2  | 16,5 | 19,09 |
| Норма осадков, мм                         | 4,8  | 5,1  | 11,6 | 62,4 | 145,7 | 67,3 | 74,3 | 78,6 | 117,6 | 158,7 | 63,8  | 14,3 | 804,2 |
| Источник: India Meteorological Department |      |      |      |      |       |      |      |      |       |       |       |      |       |

## История
Первые письменные упоминания о городе относятся к 1499 г. Входил в состав империи Виджайянагар вплоть до её распада; позднее — один из важнейших городов одноимённого султаната. В 1799—1831 и 1881—1947 гг — столица султаната Майсур (зависимого от Великобритании). Второй из этих периодов стал временем расцвета города — был возведён Главный дворец (1897 г.) и многочисленные индуистские храмы и мечети. После обретения Индией независимости — в составе одноимённого штата, переименованного в 1973 г. в Карнатаку.

## Княжество Майсур
Семья Водеяров происходила из Дварки в Катиаваре. Братья Виджайяраджа и Кришнараджа поселились в XIV веке в майсурском округе Аштаграм. Один из них женился на дочери полегара (правителя) области Хаданару и благодаря этому установил свою власть в этих землях. Поначалу Водеяры были вассалами Виджаянагарской империи. Братья Виджайя и Кришна поселились в двух крепостях региона Хадана. В XVI веке Хирья Беттада Чамараджа III передал крепость Пурагарх одному из трех своих сыновей, Аппане Тиммарадже II, который назвал её Манишасура. Это название затем трансформировалось в Майсур.
В 1564 году княжество стало независимым от Виджайянагара. В течение следующих двух столетий Водеяры последовательно увеличивали свои владения. Однако в 1755 несовершеннолетний махараджа попал под контроль Хайдара Али, главного министра и неофициального регента. Хайдар Али узурпировал власть. Один за другим два махараджи были убиты при подозрительных обстоятельствах незадолго до достижения совершеннолетия, когда они должны были принять полную власть. Княжеская семья фактически находилась под арестом и появлялась на публике только на ежегодном празднике Дессара. Сын и преемник Хайдара Али, Типу Султан, скоро принял суверенную власть. Он принял титулы султана и падишаха и даже заменил имя могольского императора в пятничной молитве на своё собственное. Тесные связи с французами обернулись для Типу Султана плачевно: он потерпел сокрушительное поражение от британцев при Серингапатаме в 1799. Власть традиционной династии была восстановлена, на трон сел Муммади Кришнараджа Водеяр III, 5-летний сын последнего махараджи из рода Водеяров. До его совершеннолетия регентом был Деван, а в 1810 году Муммади принял полную власть. В 1831 году он был фактически отстранен от административного контроля над страной, от его имени стали править британцы. В 1881 году административный контроль был возвращен Водеярам. Майсур стал первым индусским княжеством (princely state) в Империи (Британской Индии).

## Экономика
Майсур — один из важнейших промышленных центров Карнатаки. Развита текстильная, химическая, электротехническая промышленность, имеются представительства IT-компаний. Из традиционных отраслей — производство шёлка. Многочисленные отраслевые НИИ (пищевых технологий, пластмасс и проч.). Развит туризм и традиционные промыслы (резьба по сандаловому дереву и слоновой кости).

## Образование
Университет Майсура основан в 1916 г. (6-й в Индии и 1-й в Карнатаке). В настоящее время в нём обучаются 58000 студентов. Другой ведущий вуз — открытый государственный университет Карнатаки.

## Транспорт
Майсур связан с Бангалором автодорогой и ж-д магистралью. Внутригородские перевозки обслуживаются автобусами, которые, однако, пока не вытеснили с улиц города рикш и лошадей.

### Авиалинии
Из городского аэропорта Mandakalli совершаются коммерческие воздушные перевозки. Аэропорт, который не использовался в течение многих лет, был вновь введен в эксплуатацию в октябре 2010 года, когда Kingfisher Airlines начала ежедневное обслуживание в Бангалоре. Тем не менее, этот рейс был отменен в ноябре 2011 года из-за низкой рентабельности. В настоящее время SpiceJet организует полеты из Майсура в Ченнаи и Бангалор.